# Pierinae
Pierinae este o subfamilie numeroasă de fluturi din familia Pieridae. Sunt cunoscuți și ca albilițe datorită coloritului alb. Două specii reprezentative sunt Pieris brassicae, fluturele alb al verzei, și Pieris rapae.